# Pesa 121N
Die Type 121N des polnischen Herstellers Pesa ist ein dreiteiliger, meterspuriger und durchgängig niederfluriger Straßenbahn-Triebwagen.

## Geschichte
Der meterspurige Trambahnbetrieb von Elbląg bestellte 2005 bei Pesa sechs Exemplare des Niederflurwagens 121N. Anders als seine Verwandten 120N und 122N ist er wegen des niedrigeren Fahrgastaufkommens beim Einsatzbetrieb nur dreiteilig (statt fünfteilig). Zwischen September und Dezember 2006 erfolgte die Auslieferung der bestellten Wagen. Zu Folgebestellungen dieser Type kam es bisher nicht, so dass besagte sechs Stück für Elbląg die einzigen Vertreter dieses Typs sind.

## Technik
Die 121N ist ein dreiteiliger Gelenktriebwagen mit einem Niederfluranteil von 100 Prozent. Dabei verfügen lediglich die Sektionen 1 und 3 über angetriebene Drehgestelle. Die Sektion 2 ist schwebend ausgeführt und stützt sich über die Gelenke auf die benachbarten Sektionen ab. Vier Außenschwingtüren (je eine Einfachtür in Sektion 1 und 3, zwei Doppeltüren in Sektion 2) garantieren einen schnellen Fahrgastwechsel.
Wie die meisten zeitgenössischen Tramwagen erhielt auch die 121N Panoramafenster mit getönten Scheiben. Das Design der als Crashverzehrelement ausgeführten Wagenfront mit ihrer tiefgezogenen Frontscheibe und den „Böser Blick“-Scheinwerfern verleiht der 121N-Familie ein für Schienenfahrzeuge ungewöhnlich schnittiges Aussehen.
Das Fahrgastinformationssystem besteht aus Innenlautsprechern mitsamt Recorder für die Haltestellenansage, aus LED-Anzeigen vorne und seitlich am Wagen sowie im videoüberwachten Fahrgastraum.